# Хортач (Грчка)
Хортач (грч. Χορτιάτης, Хортијатис) је насељено место у општини Капуџилар-Хортач у периферији Средишња Македонија, Грчка. Према попису из 2021. године било је 4.515 становника.
Према бугарском географу и историчару, Василу Канчову, у Хортачу је 1900. године живело 1.600 Грка. Током Другог светског рата немачки војници су 2. септембра 1944. године запалили село и убили 246 житеља.